# New Moon Daughter
New Moon Daughter – album jazzowej wokalistki Cassandry Wilson, wydany w 1995 roku przez wytwórnię Blue Note.

## Lista utworów
1. „Strange Fruit” (Lewis Allan) – 5:33
2. „Love Is Blindness” (Bono, Adam Clayton, The Edge, Larry Mullen, Jr.) – 4:53
3. „Solomon Sang” (Cassandra Wilson) – 5:56
4. „Death Letter” (Son House) – 4:12
5. „Skylark” (Hoagy Carmichael, Johnny Mercer) – 4:08
6. „Find Him” (Wilson) – 4:37
7. „I’m So Lonesome I Could Cry” (Hank Williams) – 4:50
8. „Last Train to Clarksville” (Tommy Boyce, Bobby Hart) – 5:15
9. „Until” (Wilson) – 6:29
10. „A Little Warm Death” (Wilson) – 5:43
11. „Memphis” (Wilson) – 5:04
12. „Harvest Moon” (Neil Young) – 5:01